# Musée Pierre-Fauchard
Le musée Pierre-Fauchard, musée d'art dentaire, était situé 22, rue Émile-Menier dans le 16e arrondissement de Paris. Aujourd'hui ce musée et sa collection perdurent. Ils se sont déployées sur internet sous le nom de Musée virtuel de l'Art Dentaire.

## Histoire
Le musée d'art dentaire est créé au XIXe siècle, il prend le nom de musée Pierre-Fauchard en 1937.
Il comprenait des collections de peintures, mobiliers, instruments et livres anciens.
L'ensemble des collections a été donné en 2001 à l'Assistance publique - Hôpitaux de Paris,, l'ancien musée Pierre-Fauchard, définitivement fermé, est géré depuis 2003 par le musée de l'Assistance publique, la collection est actuellement en réserve.
En 2004, l'Assistance publique - Hôpitaux de Paris a confié en dépôt à la Bibliothèque interuniversitaire de médecine l'ensemble des ouvrages de l'ancien musée Fauchard dont une partie est consultable en ligne.

## Musée virtuel de l'Art dentaire

### Création et fondation du Musée virtuel de l'Art dentaire
En l’absence de possibilité de remplacer le musée Fauchard fermé et cédé au musée de l’AP-HP qui, lui-même, a fermé définitivement ses portes, Guy Robert et la Société française d'histoire de l'art dentaire  avec Pierre Baron et Micheline Ruel-Kellermann ont rallié la profession odontologique à la création d’un musée virtuel.
Le MVAD a été constitué officiellement le 1er février 2013 et publié au JO le 9 mars.
Il a été fondé par :
- le Conseil national de l’Ordre
- l’Académie nationale de chirurgie dentaire
- la Société française d’histoire de l’art dentaire (SFHAD)
- l’Association Dentaire Française (ADF)
- la Confédération nationale des syndicats dentaires (CNSD)
- et l’Union des chirurgiens dentistes retraités (UCDR).

Ces membres fondateurs apportent leur soutien financier, depuis l’APER (Association pour la prévoyance, l’épargne et la retraite) s’est jointe à eux.

#### Les partenaires
Les partenaires pour la documentation et l'enrichissement du musée virtuel sont la Bibliothèque Interuniversitaire Santé (BIU Santé Paris), le musée de l’Assistance Publique-Hôpitaux de Paris (AP-HP), le musée dentaire de Lyon (MDL) et l’Association pour la sauvegarde du patrimoine de l’art dentaire (ASPAD).

### Sa mission
Ce musée a pour mission de sauvegarder les plus belles pièces réparties dans divers musées et collections privées et de les présenter dans une perspective historique et scientifique. La recherche des documents, et leur transmission pour la mise en ligne a été confiée à deux membres fondateurs du MVAD : Pierre Baron et Micheline Ruel-Kellermann.

### Composition des salles virtuelles
Le musée virtuel de l'art dentaire se compose de plusieurs salles visitables présentant les sources, objets et œuvres témoignant de l'art dentaire à travers l'histoire  Les thèmes suivant sont librement consultables sur le musée virtuel de l'art dentaire, soit plusieurs siècles d'histoires dentaires et plusieurs centaines d'objets étudiés :
- Les premières représentations d'instruments
- Les ouvre-bouches
- Les abaisse-langues
  - pour l'extraction : élévateurs, pélicans et tiretoires, clés anglaises, daviers, pinces coupantes, séparateur de racines, daviers à vis, vis à racine[7]...
  - pour le nettoyage
  - pour la conservation : excision de la carie, cautères, instruments canalaires, instruments rotatifs[7].